# Didier Kassaï
Didier Kassaï, né à Sibut en 1974, est un auteur de bande dessinées centrafricain.

## Biographie
Né en 1974, influencé par les dessinateurs Bernard Dufossé, Dany et Jano, Didier Kassaï commence la bande dessinée en amateur et autodidacte, d'abord dans le quotidien centrafricain Le Perroquet en 1997,. L'année suivante il obtient le premier prix d'un concours de bande dessinée organisé par l'Alliance française de Bangui qui lui permet de participer à la première édition des Journées africaines de la bande dessinée à Libreville,. Ce premier voyage et ceux qui suivent (en Afrique, en Europe, au Japon) servent de déclencheur à une carrière professionnelle dans la bande dessinée francophone.
Dans les années 2000, il commence à publier ses dessins et ses caricatures sur le web. Il réalise également des aquarelles, qu'il vend, et des dessins pour des campagnes d'informations d'ONG telles que MSF. À partir de 2015, il publie Tempête sur Bangui, en plusieurs tomes, œuvre autobiographique sur la troisième guerre civile centrafricaine,.

## Albums
- Aventures en Centrafrique, co-dessiné avec Guy Mayé Eli ; scénario Olivier Bombasaro, Abidjan : les Classiques ivoiriens, coll. Educa, 2006  (ISBN 2-916472-25-8)
- Gipépé
  - Gipépé le pygmée (dessin), scénario d'Olivier Bombasaro, Abidjan : les Classiques ivoiriens, coll. Educa, 2006  (ISBN 2-916472-00-2)
  - Gipépé et la fièvre Rémonla (dessin), scénario d'Olivier Bombasaro, Abidjan : les Classiques ivoiriens, coll. Educa, 2006  (ISBN 2-916472-02-9)
  - Gipépé et le bébé (dessin), scénario d'Olivier Bombasaro, Abidjan : les Classiques ivoiriens, coll. Educa, 2006  (ISBN 2-916472-01-0)
  - Gipépé et les exploiteurs de bois (dessin), scénario d'Olivier Bombasaro, Abidjan : les Classiques ivoiriens, coll. Educa, 2006  (ISBN 2-916472-03-7)
- Vies Volées, avec Alix Fuilu et Alain Kojelé, Afro Bulles Édition, 2008 (BNF 9782916690018) ; réédition avec la collaboration de Vincent Carrière, L'Harmattan, 2014  (ISBN 9782336307107)
- L'Odyssée de Mongou, adaptation du roman de Pierre Sammy Mackfoy, Les Rapides, 2008 (BNF 43404543)
- Tempête sur Bangui, tome 1, coédition La Boîte à bulles / Amnesty International, 2015  (ISBN 978-2-84953-225-6)
- Tempête sur Bangui tome 2, La Boite à Bulles, 2018  (ISBN 978-2-84953-318-5)
- Maison sans fenêtres, avec Marc Ellison, La Boite à Bulles, 2018  (ISBN 9782849532973) (BNF 45445754)